# 林衍聰
林衍聰（Antonio Lam Hin Chung，1986年11月4日—），香港男子劍擊運動員，人稱「香港佩劍一哥」。其胞妹林衍蕙同為劍擊運動員。

## 簡歷
兒時，曾學習羽毛球及三項鐵人。15歲時，參加由康文署舉辦的劍擊班後，立志要成為劍擊運動員。
16歲時參加當時的香港擊劍比賽，獲得季軍。其天份被教練看到，獲邀加入香港隊。
2001年，加入香港隊。
2005年，正式轉為全職運動員，代表香港隊參加比賽。
2006年，20歲，第一次代表香港參加多哈亞運會，出戰團體賽，僅以一分之差，輸給泰國隊，與獎牌無緣，對方亦是悉尼奧運會的銅牌得主。
2007年，香港傑出運動員選舉，獲得最具潛質運動員獎。
2010年，第二次代表香港參加廣州亞運會，出戰個人賽，獲得第五名。
2012年，林衍聰以亞洲排名第一的身份參加倫敦奧運，亦是香港自1976年蒙特利爾奧運以來，三十六年來第一位達標出戰男子佩劍的運動員，以十六強完成賽事，是香港最好的佩劍成績。
2014年6月，第12次參加亞洲劍擊標賽，獲得一面銅牌。
2014年9月，林衍聰代表香港參加南韓仁川舉行的亞運會劍擊比賽。他在男子佩劍個人賽的準決賽中，以9-15不敵東道主南韓劍手，未能晉級決賽，但仍為香港贏得亞運銅牌，亦是香港史上第一位獲得個人獎牌的男佩運動員。其後，他又與甄侃斌、羅浩天和陳智軒合作贏得男子佩劍團體賽銅牌。
2017年6月，香港舉行亞洲劍擊錦標賽，在主場與師弟羅浩天、陳智軒、何思朗為香港贏得男子佩劍團體賽銅牌。
2017年8月，林衍聰在四年一次的全運會中，個人賽事以第六名完成，參加了三次全運會，2017年創下個人最佳成績，亦是香港男子佩劍在歷屆全運會獲得最好的成績。
2018年8月23日，第四次代表香港參加雅加達亞運會。再次已大師兄的身份，率領師弟羅浩天、陳智軒、李澤峰第二次獲得佩劍團體銅牌，他與羅浩天、陳智軒是香港男佩史上連續兩屆亞運會奪得獎牌的運動員，亦是亞運會四朝元老，更是亞運會獲獎最多的男佩運動員。
同日，在頒獎台上領獎後，向其女友Nicole求婚。林表示在知道有獎牌後，才打算求婚，便立即到雅加達的珠寶店購買求婚戒指，獲亞運會志願者幫忙預備花束，深刻感動在場朋友及記者們。翌日，其求婚過程亦受大眾傳媒熱烈報道。
林衍聰是獲得最多香港冠軍的佩劍運動員，人稱「香港佩劍一哥」，由2007年開始，排名全港第一，是香港有史以來能夠連續多年獲得香港排名第一的劍擊運動員。
其對劍擊的熱情遠超越一切，早已把劍擊視為他的終身職業。將來退役後，亦打算繼續培養下一代，希望為香港培養更多更好的運動員。
由於其形象正面，多次獲得慈善機構邀請出席慈善活動， 2017年，成為凝動香港體育基金劍擊大使。2018年，為UNICEF HK 擔任慈善跑大使、2019年1月，獲保良局邀請擔任保良局慈善跑開跑嘉賓，亦於同年為善心滿東華擔任表演嘉賓。2021年，成為保良局新春行大運籌款大使。
此外，林衍聰現為香港殘疾人奧委會其傷殘人士體育協會輪椅劍擊隊擔任助教，協助培訓輪椅劍擊隊新秀，讓更多殘疾人士可以接觸劍擊，亦與教練團體合作，培訓精英運動員。
林更聯同志願機構，為基層兒童提供劍擊課程，亦協助培訓地區教練，為有需要兒童提供免費劍擊課程。
林亦在尖沙咀開設專賣劍擊器材的店舖，改名為「劍館，Fencing Hall」，地址在尖沙咀金巴利道45-47號金巴利廣場803室，是香港唯一一間售賣專業劍擊器材的專門店。

## 個人榮譽
- 香港傑出運動員選舉 最具潛質運動員 (2007)
- 香港男子佩劍排名第一 (2007-2018年)
- 倫敦奧運會 佩劍代表  (2012年)
- 東亞運動會 亞運佩劍團體銀牌 (2013年)
- 亞運會
仁川亞運佩劍個人銅牌 (2014年)
仁川亞運佩劍團體銅牌  (2014年)
雅加達亞運佩劍團體銅牌  (2018年)
- 亞洲劍擊錦標賽

佩劍團體銅牌  (2005年)
佩劍團體銅牌  (2008年)
佩劍團體銅牌  (2011年)
佩劍團體銅牌  (2012年)
佩劍個人銅牌  (2014年)
佩劍團體銅牌  (2016年)
佩劍團體銅牌  (2017年)

- 2023年香港十大傑出青年